# Róża (film 2011)
Róża – polski dramat wojenny z 2011 w reżyserii Wojciecha Smarzowskiego, zrealizowany według scenariusza Michała Szczerbica. Głównym bohaterem Róży jest Tadeusz (Marcin Dorociński), były oficer Armii Krajowej i uczestnik powstania warszawskiego, który po zakończeniu II wojny światowej opiekuje się Mazurką Różą Kwiatkowską (Agata Kulesza), ofiarą burzliwych wydarzeń wojennych. Tematem filmu, oprócz ukazania losów indywidualnych bohaterów, jest portret społeczności Mazurów pruskich, którzy w momencie wybuchu wojny oraz po jej zakończeniu nie byli w pełni akceptowani ani przez Niemców, ani przez Polaków.
Róża odniosła w Polsce znaczący sukces artystyczny, zdobywając siedem Polskich Nagród Filmowych, w tym dla najlepszego filmu oraz za reżyserię, a także Grand Prix w konkursie międzynarodowym 27. Warszawskiego Festiwalu Filmowego. Na Festiwalu Polskich Filmów Fabularnych w konkursie głównym uhonorowana została jednak jedynie pierwszoplanowa rola męska Dorocińskiego. Choć zarówno lewicowi, jak i prawicowi krytycy docenili sposób przedstawienia przez Smarzowskiego i Szczerbica traumatycznych doświadczeń wojennych, ze strony niektórych feministek padały zarzuty co do problematycznego ukazania kobiet wyłącznie jako ofiar gwałtów. Mimo to Róża okazała się jednym z najważniejszych osiągnięć w karierze Smarzowskiego, zdobywając – poza polskim obiegiem festiwalowym – również szereg nagród na zagranicznych międzynarodowych festiwalach filmowych (między innymi w Goa oraz w Kairze).

## Opis fabuły
Film rozpoczyna się sceną, w której Tadeusz, oficer Armii Krajowej i uczestnik powstania warszawskiego, leżąc wśród stosu trupów widzi, jak niemieccy żołnierze gwałcą jego żonę Annę. Dziewczyna zostaje zastrzelona. Gdy Niemcy odchodzą, Tadeusz czołga się w stronę Anny i czule obejmuje jej zwłoki.
Po klęsce powstania Tadeusz udaje się na tułaczkę. Trafiając nad bagnami na wrak niemieckiego samochodu, zabiera ze sobą karabin wyborowy oraz pieniądze znalezione przy zabitym. Tułając się po lesie, jest świadkiem rozstrzeliwania przywiezionych ciężarówką żołnierzy niemieckich przez Sowietów. Dociera do mazurskiej wioski, gdzie spotyka pastora, który wskazuje mu drogę do niedołężnej Mazurki, Róży Kwiatkowskiej. Tadeusz przynosi Róży rzeczy, które pozostawił po sobie jej mąż, żołnierz Wehrmachtu uczestniczący w tłumieniu powstania. Tadeusz planuje początkowo przenocować u Róży na jedną dobę, jednak z czasem decyduje się pomóc jej prowadzić gospodarstwo na pustkowiu. Kobieta prosi Tadeusza o to, by rozbroił miny prowadzące do jej pola z kartoflami.
Tymczasem w pobliskim miasteczku panuje konsternacja wśród społeczności mazurskiej, która jest niemile widziana przez nową polską władzę komunistyczną. Coraz częściej w okolicy osiedlają się Polacy, natomiast Mazurzy otrzymują ultimatum, w ramach którego mają emigrować z Ziem Odzyskanych na Mazurach. Gdy przedstawiciel społeczności mazurskiej, Mateusz, szczerze wyraża swoją niechęć wobec nowej władzy, zostaje uderzony przez jednego z politruków. Tadeusz, oddalając się od zgromadzenia, goli się u początkującego fryzjera. Gdy wraca, dostrzega przybyłych radzieckich oficerów, sowicie goszczonych przez polskich ubeków. Tadeusz na prośbę Róży decyduje się rozbroić miny przy pomocy prymitywnych narzędzi: kij z nasadką w postaci noża staje się wykrywaczem min, natomiast drut – narzędziem do rozbrajania min. Wróciwszy z roboty, Tadeusz dostrzega jednak szabrowników pod przywództwem obsesyjnie pożądającego Róży enkawudzisty Wasyla, atakujących jej gospodarstwo. Jednemu z szabrowników zadaje cios, Wasyl zaś, zastany w trakcie gwałtu dokonywanego na Mazurce, zostaje przepędzony.
Zabezpieczywszy wstępnie poletko Róży, Tadeusz sadzi z nią kartofle. Zauważa po drodze grupę Mazurów i wdaje się w rozmowę z pastorem na temat przeszłości Róży. Pomimo bycia żoną niemieckiego żołnierza Róża uchodziła za propolską. Kiedy Niemcy wycofali się z Prus Wschodnich, Róża padła ofiarą zbiorowego gwałtu ze strony sowieckich żołnierzy, a przez to, że sowiecka jednostka wojskowa stacjonowała w jej gospodarstwie, lokalni Mazurzy patrzyli na nią z niechęcią . Poznawszy jej los i zdobywszy rower od lokalnego pasera, Tadeusz wraca do jej gospodarstwa, gdzie dowiaduje się, że Róża po raz kolejny padła ofiarą bandy Wasyla. Tadeusz próbuje złagodzić jej cierpienie. Na bagnach znajduje kolejne sztuki poniemieckiej broni, grodzi jej gospodarstwo i podarowuje jej pistolet. Wówczas jednak Róża doświadcza poronienia. Tadeusz prosi o pomoc zdekonspirowanego dawnego kolegę z Armii Krajowej, doktora Leliwę, który poddaje ją badaniu i przynosi morfinę dla uśmierzenia bólu.
Pewnej nocy obolała Róża prosi Tadeusza o to, aby przywołał jej ukrywającą się na strychu córkę, Jadwigę. Róża opowiada byłemu akowcowi o tym, jak została zgwałcona wraz z kilkunastoma innymi kobietami przez sowieckich żołnierzy. Jadwiga wychodzi ze strychu i pomaga Tadeuszowi w prowadzeniu gospodarstwa. Niebawem zyskują sąsiadów – repatriantów z Wileńszczyzny: Amelię oraz jej męża Władka wraz z kilkorgiem dzieci. Ugościwszy nowych sąsiadów, Tadeusz, Róża i Jadwiga cieszą się chwilą szczęścia. Zjawiają się na nabożeństwie w kościele ewangelickim, gdzie wezwanie pastora do asymilacji z nowo przybyłymi Polakami przerywa Mateusz, deklarujący pozostanie na ziemi mazurskiej ze swą żoną Gretchen. Niebawem listonosz przynosi Róży decyzję, iż Róża oraz Jadwiga zostały „negatywnie zweryfikowane” przez nową władzę jako Niemki i otrzymują nakaz wyjazdu. Tadeusz bezskutecznie próbuje się dogadać z lokalnym przedstawicielem władz komunistycznych. W tawernie spotyka Kazika, dawnego kolegę z Gwardii Ludowej, obecnie funkcjonariusza Urzędu Bezpieczeństwa. Ten lojalnie ostrzega Tadeusza o konsekwencjach wiązania się z Różą. Kiedy Tadeusz wraca wraz z pijanym Władkiem rowerem, zaczepia ich grupa sowieckich żołnierzy. Ci dotkliwie ich biją i zabierają rower, po czym odchodzą.
Tadeusz zostaje sprowadzony do domu Róży, gdzie leczy się z ran. Nocą, śpiąc w jednym łóżku, oboje próbują zbliżenia miłosnego, jednak Róża nagle przerywa stosunek. Wnet Tadeusz zauważa, że ktoś próbuje się dostać do jej gospodarstwa. Detonuje ładunek wybuchowy z pozostałych na polu min. Na miejscu wybuchu dostrzega martwego szabrownika, po czym zakopuje go z Władkiem. Tymczasem Róża zwija się z bólu. Przysłany do niej radziecki lekarz zauważa, że w jej ciele pozostały elementy płodu, po czym orzeka raka. Obudziwszy się ze snu, w którym spędzał szczęśliwie czas z Różą i Jadwigą, Tadeusz zostaje zawiadomiony o szabrownictwie bandy Wasyla, która podpala chałupę Władka. Biorąc do ręki karabin wyborowy, zabija kilku szabrowników, po czym gości repatriantów w gospodarstwie Róży. Desperacko próbuje kupować na czarnym rynku morfinę dla obolałej kobiety. Gdy zastaje na miejscu Kazika, którego podwładni gwałcą ponownie Różę, daje im łapówkę i każe im odejść.
Zimą 1945 Kazik informuje Tadeusza, że ten został „zgłoszony do centrali”. Ubek szantażuje akowca, iż władze o nim zapomną, jeśli ten pozwoli im wywieźć Różę i Jadwigę za granicę. Tadeusz odmawia, po czym kieruje się w stronę gospodarstwa, gdzie znów zastaje bandę Wasyla, dobierającą się tym razem do Amelii. Morduje wszystkich agresorów – w tym samego Wasyla – siekierą, a zwłoki wywozi daleko poza miasto i detonuje ciężarówkę, w której się znajdują. Amelia, Władek i ich rodzina, wiedząc, że nie są bezpieczni w okolicy, odchodzą w nieznanym kierunku. Tymczasem umierająca Róża prosi Tadeusza, by ten ożenił się z Jadwigą i pozwolił jej tym samym pozostać na ziemi mazurskiej. Gdy Róża umiera, Tadeusz spełnia jej życzenie. Zaraz potem zostaje aresztowany przez Urząd Bezpieczeństwa i poddany torturom. Wychodzi z więzienia po kilku latach – w momencie, gdy Mazurzy zostają wywiezieni za granicę. Zauważywszy, że gospodarstwo Jadwigi zostało już dawno zajęte przez rodzinę Władka, zabiera bez słowa chroniącą się u nich Mazurkę. Tadeusz i Jadwiga udają się na tułaczkę.

## Obsada
Opracowano na podstawie materiału źródłowego:

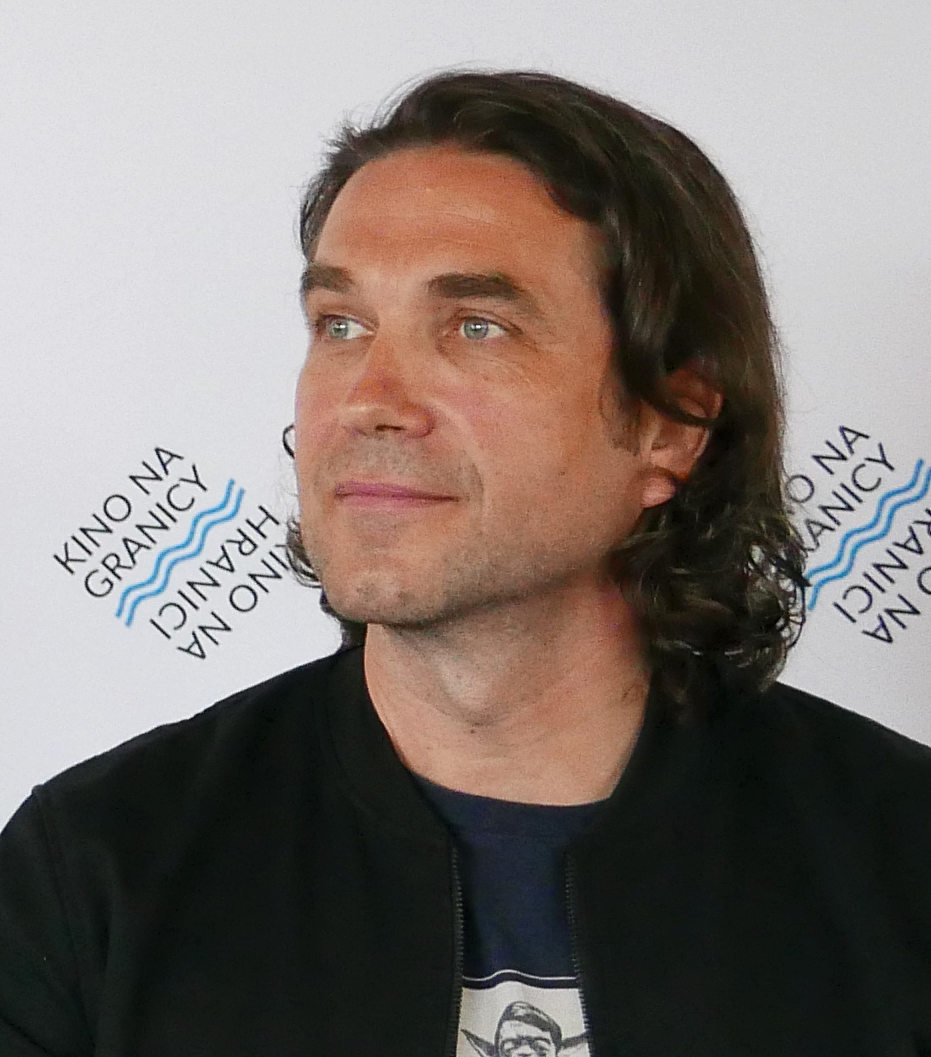
Marcin Dorociński, odtwórca roli Tadeusza

- Agata Kulesza – jako Róża Kwiatkowska
- Marcin Dorociński – jako Tadeusz
- Karolina Porcari – jako Anna, żona Tadeusza
- Kinga Preis – jako Amelia
- Jacek Braciak – jako Władek, mąż Amelii
- Szymon Bobrowski – jako Kazik
- Edward Linde-Lubaszenko – jako pastor
- Jerzy Rogalski – jako fryzjer
- Lech Dyblik – jako Woźniak
- Malwina Buss – jako Jadwiga Kwiatkowska, córka Róży
- Marian Dziędziel – jako Mateusz
- Anna Grzeszczak-Hutek – jako Gretchen, żona Mateusza
- Irena Karel – jako rozstrzeliwana
- Andrzej Konopka – jako doktor Leliwa
- Robert Wabich – jako Hawryluk
- Grzegorz Wojdon – jako Madecki
- Eryk Lubos – jako Wasyl
- Ilja Zmiejew – jako kapitan NKWD
- Sergiej Kriuczkow – jako pułkownik Armii Radzieckiej
- Mateusz Trembaczowski – jako Georg
- Dariusz Toczek – jako urzędnik
- Aleksander Chochłow – jako lekarz
- Ilja (Igor) Zmiejew – jako kapitan NKWD
- Andrzej Beja-Zaborski – jako kolejarz
- Kamil Toliński – jako listonosz
- Dorota Piasecka – jako bufetowa
- Mateusz Łasowski – jako żołnierz radziecki
- Davaa Tserenchimed – jako Kałmuk
- Arkadiusz Janiczek – jako Johann Kwiatkowski, mąż Róży
- Kacper Zieliński – jako ksiądz katolicki
- Paweł Surdy – jako osiłek
- Marcin Juchniewicz – jako kumpel Wasyla
- Barbara Baryżewska – jako Mazurka
- Marzena Bergmann – jako Mazurka
- Julia Olczak – jako córka Władków
- Kamil Natan Olczak – jako Julian, syn Władków
- Marek Cydorowicz – jako szpicel

## Produkcja

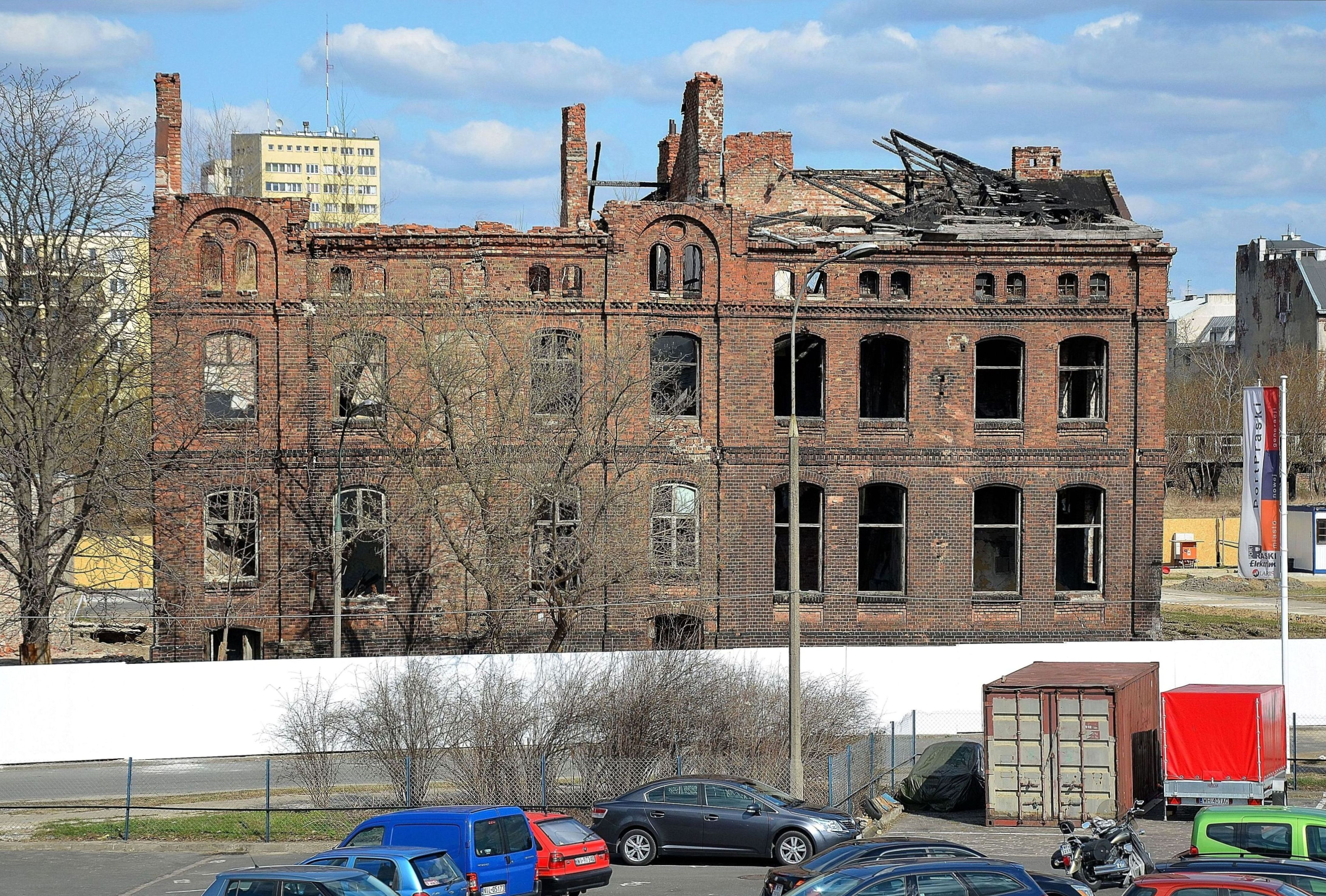
Budynek fabryki ślusarskiej Zagórnego i Ogórkiewicza w Warszawie, w której kręcono zdjęcia do filmu, przed rozbiórką (2012)

Róża została wyreżyserowana przez Wojciecha Smarzowskiego na podstawie scenariusza Michała Szczerbica. Szczerbic, jako mieszkaniec ziemi mazurskiej, czuł się zobowiązany do napisania scenariusza traktującego o społeczności Mazurów. Jak twierdził w jednym z wywiadów, od początku przewidywał, że „ten film może zrobić tylko Wojtek Smarzowski. Nasze poglądy długo się ucierały. Dzisiaj wiem, że powstał film wybitny”.
Scenografie do filmu zaprojektował Marek Zawierucha, kostiumy – Ewa Helman-Szczerbic oraz Magdalena Jadwiga Rutkiewicz-Luterek, natomiast muzykę do filmu skomponował Mikołaj Trzaska. Producentem Róży był Włodzimierz Niderhaus, a sama produkcja odbywała się w warszawskiej Wytwórnia Filmów Dokumentalnych i Fabularnych. Film został dofinansowany ze środków Polskiego Instytutu Sztuki Filmowej.
Zdjęcia do filmu, przy których operatorem był Piotr Sobociński junior, rozpoczęły się 20 lipca 2010 i trwały do 20 stycznia 2011. Jak twierdził Sobociński, w swojej pracy nad filmem stawiał przede wszystkim na prostotę obrazu: „W Róży nie ma zbytniego chwalenia się kamerą, pięknych obrazków. To wycofana, skromnie, a nawet niemodnie opowiedziana historia”. Sobociński, kręcąc sceny do Róży, operował ostrym światłem oraz – zgodnie ze stylem Smarzowskiego – ujęciami z ręki, nagranymi kamerą na taśmie 35 mm. 
Sceny retrospekcyjne z powstania warszawskiego zrealizowano w zrujnowanym budynku dawnej fabryki wyrobów metalowych (ślusarskich) Zagórnego i Ogórkiewicza, wzniesionej w 1903 przy ulicy Krowiej na warszawskiej Pradze. Za pozostałe plenery posłużyły: Dźwierzuty (kościół ewangelicki z XIV w.), Szczytno, okolice Olsztynka, Orneta, Pęglity, Pasym, Gietrzwałd. Gotowy materiał zmontował Paweł Laskowski, który zdaniem Smarzowskiego wpłynął na jego styl: „Być może, gdybym pracował z innym montażystą, te moje filmy byłyby grzeczniejsze”.
13 czerwca 2012 Róża ukazała się na płytach DVD i Blu-ray. Oprócz samego filmu do wydań dołączono materiały dodatkowe takie jak wywiady z twórcami, materiały z kulis produkcji, galeria zdjęć, zdjęcia z planu oraz relacja z premiery.

## Odbiór

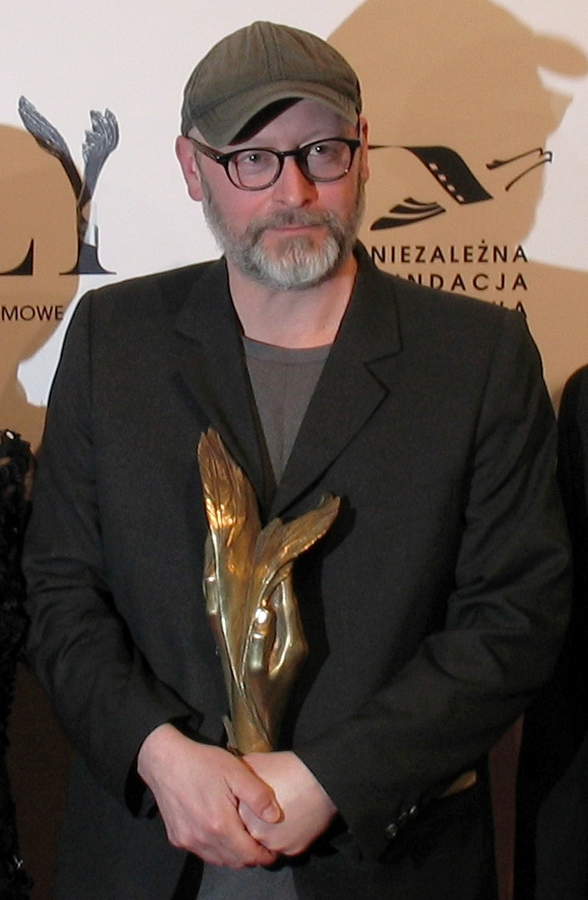
Wojciech Smarzowski, reżyser filmu, ze statuetką Orła zdobytą podczas rozdania Polskich Nagród Filmowych

Do września 2019 Różę obejrzało w polskich kinach 431 534 widzów, co umiejscawiało film Smarzowskiego i Szczerbica na piątej pozycji na liście polskich filmów o najwyższej frekwencji za rok 2012.
Róża została pozytywnie przyjęta przez polskich krytyków. Zdzisław Pietrasik z pisma „Polityka” chwalił wątek miłosny pokazany „z wielką czułością, zarazem bez sentymentalizmu i uproszczeń”, cały zaś film zdaniem niego ukazuje dobitnie „potworność historii, nie oszczędzając w najmniejszym stopniu widza”. Krzysztof Świrek w recenzji dla „Kina” stwierdzał, że Róża to film „wybitny, dotykający wyjątkowo ponurego okresu w najnowszych dziejach Polski”. Jednocześnie Świrek podkreślał, że Smarzowskiemu i Szczerbicowi udało się uniknąć niebezpieczeństwa sprowadzenia całej opowieści do heroizmu/martyrologii: „Tadeusz [...] nie jest ani pomnikowym bohaterem, ani przegranym, [...] chce odbudować normalne życie, podejmuje się na nowo odpowiedzialności za drugą osobę, co w tak trudnych okolicznościach może być wręcz samobójcze”. Również Joanna Ostrowska z pisma „Dwutygodnik” zauważyła, iż postać Tadeusza jest przykładem cierpienia za sprawę inną niż narodową: „Bity do nieprzytomności podczas przesłuchania Tadeusz w niczym nie przypomina ikonicznego żołnierza AK, który «nabożnie» wspomina okres walki z okupantem. Koncentruje się na Róży” . Zdaniem Ingi Iwasiów z „Tygodnika Powszechnego” film obrazuje grozę codzienności wojennej: „Nie ma ognia, który oczyszcza. Jest ogień, który sieje zniszczenie”. Malwina Grochowska z portalu Filmweb stwierdzała: „Smarzowski jest do bólu realistyczny i traktuje swoich bohaterów nad wyraz poważnie – tak, jak na to zasłużyli, bo ich losy były więcej niż ciężkie” . Łukasz Muszyński w recenzji dla pisma „Film” chwalił przede wszystkim rolę Dorocińskiego, który „gra tutaj jak Russell Crowe w Gladiatorze [2000] – jego Tadeusz jest facetem, którego można zabić, ale nie da się go złamać”. Film Smarzowskiego był porównywany do westernów w rodzaju Prawa i pięści (1965) Jerzego Hoffmana, choć sam Smarzowski odrzucał taką interpretację.
Na Festiwalu Polskich Filmów Fabularnych zagraniczne jury jednak zignorowało film Smarzowskiego . Przewodniczący jury Paweł Pawlikowski, choć osobiście oceniał Różę jako „prawdziwe kino”, w wywiadzie dla Informacyjnej Agencji Radiowej przyznawał, że długo musiał tłumaczyć innym jurorom bieg wydarzeń: „W końcu zrozumieli, bośmy im wytłumaczyli, że chodzi o Mazury, i że ta ludność jest zniemczona, a potem nadchodzi Polska; że bohaterem jest żołnierz AK, a komunista, ubek próbuje go zwerbować”. Zdaniem Krzysztofa Vargi decyzja międzynarodowego jury w Gdyni o uhonorowaniu – zamiast Róży – filmu Essential Killing (2011) Jerzego Skolimowskiego wynikła „ze zwykłego lenistwa, jak sądzę, z niechęci do zrozumienia polskiego, lokalnego kontekstu”. Celności uwagi Vargi dowodził również dalszy obieg festiwalowy. Na chicagowskim Festiwalu Filmu Polskiego w Ameryce Ben Sachs z „Chicago Readera” ocenił Różę jako „trzeciorzędną imitację Spielberga” i doradzał czytelnikom pisma, aby historii Polski uczyli się raczej z Popiołu i diamentu (1958) Andrzeja Wajdy oraz książek Normana Daviesa . Inaczej odebrała film publiczność na Festiwalu Polskich Filmów „Ekran” w Toronto w 2012. Jak relacjonowała Janina Falkowska, na tym festiwalu „oniemiała publiczność przez kilka minut siedziała w kompletnej ciszy, przetrawiając niedającą się opisać grozę przemocy, której ofiarą była główna bohaterka”.
Sceptycznie odniosły się do Róży także niektóre polskie feministki. Przykładowo, Agnieszka Wiśniewska, Weronika Szczawińska oraz Kinga Dunin na łamach „Krytyki Politycznej” zainicjowały dyskusję na temat portretów kobiecości w filmie Smarzowskiego i Szczerbica. Zdaniem Szczawińskiej „film, który ma podjąć zapomnianą historię Mazurów i tragiczną historię Mazurek, jest opowiadany z punktu widzenia Polaka” . Dunin dopowiadała, że również portretowanie masowych gwałtów na kobietach jest w filmie problematyczne: „Przemoc, szczególnie przemoc wobec kobiet ma dla mnie zawsze wymiar pornograficzny. Ona rajcuje ludzi. Z przemocą pokazywaną tak naturalistycznie trzeba bardzo uważać” . Agnieszka Morstin-Popławska stwierdziła: „Okaleczona jako filmowa protagonistka Róża wydaje się okaleczona również jako postać dramatu, w którym głównie milczy. [...] O ileż głębszy byłby film Smarzowskiego, gdybyśmy mieli dostęp do przeżyć bohaterki”. W odpowiedzi na zarzuty dotyczące ekranowego okrucieństwa Smarzowski twierdził: „W Gdyni pytano, dlaczego sceny gwałtu nie mogły być mniej drastyczne. Cóż, temperament filmowy nakazuje mi tak opowiadać. Dlaczego? Nie wiem. Lubię naturalizm i realizm. To moja baza w pracy nad filmami”.
Andrzej Szpulak podsumowywał odbiór Róży następująco: „Publicyści lewicowi i prawicowi dokonali w istocie zbieżnego odczytania filmu Wojciecha Smarzowskiego, choć ci z lewej strony poświęcili mu zdecydowanie więcej uwagi i lepiej sformułowali swoje zdanie. Pierwsi inkryminowali go za swoisty tradycjonalizm, drudzy chwalili za afirmację wartości heroicznych, pierwsi ganili za nazbyt uproszczony obraz historii, drudzy chwalili za brak jej relatywizowania. Obie strony, choć z różnych przyczyn, doceniły bezkompromisową ewokację wojennego zła”.
W 2015 Róża znalazła się na liście filmów zakazanych w Rosji (tzn. niedopuszczonych do tamtejszej oficjalnej dystrybucji w postaci płyt DVD ani online), czego przyczyną było ukazanie gwałtów dokonywanych przez żołnierzy Armii Czerwonej.

### Analizy i interpretacje
Krystyna Weiher-Sitkiewicz w analizie reprezentacji narodowości w Róży zauważyła, że „film Smarzowskiego w zasadzie nie atakuje Polaków niebędących komunistami”. Natomiast wyznawcom komunizmu przypisane zostają z reguły negatywne role, a wyjątek potwierdzający regułę stanowi pomagający Tadeuszowi w leczeniu Róży doktor Leliwa, niejako zmuszony wcześniej do przyjęcia nowej ideologii. Ten zaś – tak samo jak Tadeusz – zostaje poddany torturom przez komunistów. Weiher-Sitkiewicz dostrzegła natomiast w filmie Smarzowskiego i Szczerbica tropy proniemieckie, gdyż w części powojennej żaden z Niemców nie zostaje ukazany w sposób jednoznacznie negatywny, a Tadeusz pomimo zbrodni dokonanych na jego żonie przez Niemców wspiera swym czynem małżonkę żołnierza Wehrmachtu. Konkludując, publicystka „Panoptikum” stwierdziła, iż Róża „może stanowić kamień (albo raczej kamyczek) milowy w przedstawianiu wojennej i powojennej historii Niemców w Polsce – jako ofiar, a nie tylko katów”.
Katarzyna Żakieta, analizując film pod względem przekazu o traumie wojennej i powojennej, zwróciła uwagę na filmowe środki wyrazu, którymi posłużył się Smarzowski podczas realizacji Róży. Zdaniem Żakiety podczas retrospekcji reżyser posłużył się fragmentaryzacją materiału filmowego, w szczególności podczas sceny, gdy Jadwiga ukryta w kamienicy patrzy na gwałconą matkę: „Niemożność przyswojenia tego widoku przez bohaterkę widoczna jest w celowo chaotycznej konstrukcji filmowej. Montaż jest urywany, czas jakby pocięty, a muzyka drażni widza i rozdziera nawet somatycznie”. Agnieszka Losor w swej analizie semiotycznej filmu podkreślała również, że w filmie Smarzowskiego i Szczerbica dominują ujęcia krótkie, fragmentaryczne, przy których kręceniu posłużono się kamerą „z ręki” oraz chłodną paletą kolorów.
Żakieta podkreślała również inność bohaterki jako osoby nieczującej się ani Polką, ani Niemką w kontekście losów Mazurów pruskich: „w XIX w. wcale nie czuli się [oni] Niemcami, posługiwali się własnym, odrębnym dialektem i zostali poddani przymusowej germanizacji. W roku 1945, po nowym wytyczeniu granic oraz przyznaniu zamieszkiwanego przez nich terytorium Polsce, przyczyniło się to do ich napiętnowania oraz wielu drastycznych konfliktów”.

## Nagrody
| Rok  | Festiwal/instytucja                                                    | Nagroda                                                              | Laureat                             |
| ---- | ---------------------------------------------------------------------- | -------------------------------------------------------------------- | ----------------------------------- |
| 2011 | Festiwal Polskich Filmów Fabularnych                                   | Nagroda za rolę męską                                                | Marcin Dorociński                   |
| 2011 | Festiwal Polskich Filmów Fabularnych                                   | Nagroda Dziennikarzy                                                 | Wojciech Smarzowski                 |
| 2011 | Festiwal Polskich Filmów Fabularnych                                   | Don Kichot, Nagroda Polskiej Federacji Dyskusyjnych Klubów Filmowych | Wojciech Smarzowski                 |
| 2011 | Festiwal Polskich Filmów Fabularnych                                   | Złoty Klakier dla najdłużej oklaskiwanego filmu                      | Wojciech Smarzowski                 |
| 2011 | Festiwal Polskich Filmów Fabularnych                                   | Złoty Kangur (nagroda australijskich dystrybutorów)                  | Agata Kulesza                       |
| 2011 | Festiwal Polskich Filmów Fabularnych                                   | Nagroda Festiwali i Przeglądów Filmu Polskiego za Granicą            | Wojciech Smarzowski                 |
| 2011 | Warszawski Festiwal Filmowy                                            | Grand Prix                                                           | Wojciech Smarzowski                 |
| 2011 | Warszawski Festiwal Filmowy                                            | Nagroda Publiczności                                                 | Wojciech Smarzowski                 |
| 2011 | Festiwal Filmu Polskiego w Ameryce (Chicago)                           | Nagroda Specjalna Jury                                               | Wojciech Smarzowski                 |
| 2011 | Black Nights Film Festival (Tallin)                                    | Wyróżnienie Specjalne Jury                                           | Wojciech Smarzowski                 |
| 2012 | Polskie Nagrody Filmowe                                                | Najlepszy film                                                       | Wojciech Smarzowski                 |
| 2012 | Polskie Nagrody Filmowe                                                | Najlepsza reżyseria                                                  | Wojciech Smarzowski                 |
| 2012 | Polskie Nagrody Filmowe                                                | Najlepszy scenariusz                                                 | Michał Szczerbic                    |
| 2012 | Polskie Nagrody Filmowe                                                | Najlepszy dźwięk                                                     | Katarzyna Dzida-Hamela Jacek Hamela |
| 2012 | Polskie Nagrody Filmowe                                                | Najlepsza główna rola kobieca                                        | Agata Kulesza                       |
| 2012 | Polskie Nagrody Filmowe                                                | Najlepsza drugoplanowa rola męska                                    | Jacek Braciak                       |
| 2012 | Polskie Nagrody Filmowe                                                | Nagroda Publiczności                                                 | Wojciech Smarzowski                 |
| 2012 | Ogólnopolski Festiwal Sztuki Filmowej „Prowincjonalia”                 | Nagroda Główna „Jańcio Wodnik” za najlepszy film fabularny           | Wojciech Smarzowski                 |
| 2012 | Ogólnopolski Festiwal Sztuki Filmowej „Prowincjonalia”                 | Najlepsza rola kobieca                                               | Agata Kulesza                       |
| 2012 | Ogólnopolski Festiwal Sztuki Filmowej „Prowincjonalia”                 | Najlepsza muzyka                                                     | Mikołaj Trzaska                     |
| 2012 | Międzynarodowy Festiwal Filmów Fantastycznych „Fantasporto” (Porto)    | Nagroda aktorska w konkursie: Directors Week                         | Marcin Dorociński                   |
| 2012 | Tarnowska Nagroda Filmowa                                              | Grand Prix                                                           | Wojciech Smarzowski                 |
| 2012 | Tarnowska Nagroda Filmowa                                              | Nagroda Publiczności                                                 | Wojciech Smarzowski                 |
| 2012 | Brooklyn Film Festival (Nowy Jork)                                     | Nagroda za najlepsze zdjęcia                                         | Piotr Sobociński junior             |
| 2012 | Międzynarodowy Festiwal Filmowy w Berdiańsku                           | Nagroda za reżyserię                                                 | Wojciech Smarzowski                 |
| 2012 | Międzynarodowy Festiwal Filmowy w Berdiańsku                           | Nagroda za zdjęcia                                                   | Piotr Sobociński junior             |
| 2012 | Lubuskie Lato Filmowe (Łagów)                                          | Złote Grono                                                          | Wojciech Smarzowski                 |
| 2012 | Międzynarodowy Festiwal Filmowy w Durres                               | Srebrny Gladiator dla najlepszej aktorki                             | Agata Kulesza                       |
| 2012 | Festiwal Filmów Europy Środkowej MECEFF w Mediaszu                     | Nagroda główna „Mediensis” dla najlepszego filmu                     | Wojciech Smarzowski                 |
| 2012 | Instytut Spraw Publicznych                                             | Nagroda im. Jerzego Zimowskiego                                      | Wojciech Smarzowski                 |
| 2012 | Międzynarodowy Festiwal Filmów Historycznych i Wojskowych w Warszawie  | Grand Prix „Złota Szabla”                                            | Wojciech Smarzowski                 |
| 2012 | Festiwal Polskich Filmów „Ekran” w Toronto                             | Nagroda dla najlepszego filmu                                        | Wojciech Smarzowski                 |
| 2012 | Festiwal Polskich Filmów „Ekran” w Toronto                             | Nagroda za zdjęcia                                                   | Piotr Sobociński junior             |
| 2012 | Międzynarodowy Festiwal Filmowy w Ourence                              | Grand Prix                                                           | Piotr Sobociński junior             |
| 2012 | Czasopismo „Film”                                                      | Złota Kaczka dla najlepszej aktorki                                  | Agata Kulesza                       |
| 2012 | Międzynarodowy Festiwal Filmowy w Goa                                  | „Srebrny Paw” za najlepszą główną rolę męską                         | Marcin Dorociński                   |
| 2012 | Międzynarodowy Festiwal Filmowy w Kairze                               | Nagroda Główna „The Tahrir Square Prize” w konkursie Human Rights    | Wojciech Smarzowski                 |
| 2012 | Międzynarodowy Festiwal Filmowy „EuropaCinema”                         | Nagroda Główna                                                       | Wojciech Smarzowski                 |
| 2012 | Międzynarodowy Festiwal Filmowy „EuropaCinema”                         | Nagroda Publiczności                                                 | Wojciech Smarzowski                 |
| 2012 | International Images Film Festival for Women w Zimbabwe                | Nagroda za zdjęcia                                                   | Piotr Sobociński junior             |
| 2013 | Nagroda Koła Piśmiennictwa Filmowego Stowarzyszenia Filmowców Polskich | Najlepszy film polski                                                | Piotr Sobociński junior             |
| 2013 | Tygodnik „Polityka”                                                    | Paszport „Polityki”                                                  | Marcin Dorociński                   |
| 2013 | Muestra Internacional De Cine w Santo Domingo                          | Nagroda aktorska                                                     | Marcin Dorociński                   |
| 2013 | The New York Polish Film Festival                                      | Nagroda „Ponad Granicami” im. Krzysztofa Kieślowskiego               | Wojciech Smarzowski                 |
| 2013 | The New York Polish Film Festival                                      | Nagroda im. Elżbiety Czyżewskiej dla najlepszego aktora              | Marcin Dorociński                   |
| 2013 | Festiwal Filmowy im. Krzysztofa Komedy                                 | Grand Prix Komeda                                                    | Mikołaj Trzaska                     |
| 2013 | Festiwal Filmowy „War on Screen” w Châlons-en-Champagne                | Grand Prix                                                           | Wojciech Smarzowski                 |